# Josef Kramer
Josef Kramer (Monaco di Baviera, 10 novembre 1906 – Hameln, 13 dicembre 1945) è stato un militare tedesco.
Fu membro delle SS, dove raggiunse il grado di SS-Hauptsturmführer equivalente a quello di capitano, e comandante dei campi di concentramento di Natzweiler-Struthof, Auschwitz II - Birkenau e Bergen-Belsen. La crudeltà nei confronti degli internati del campo di Bergen-Belsen, del quale fu ultimo comandante, gli valsero l'appellativo di Bestie von Belsen (Bestia di Belsen).

## Biografia

### Primi anni
Kramer era figlio unico di una famiglia appartenente alla borghesia bavarese che lo educò severamente ad una rigida religiosità. Nel 1915 la famiglia si trasferì ad Augusta per permettere al figlio di studiare come elettricista in una locale scuola di formazione tecnica. Terminati gli studi Kramer trovò impiego presso un grande magazzino ma la crisi tedesca innescata dalla sconfitta nel primo conflitto mondiale, l'inflazione iperbolica e la conseguente disoccupazione dilagante lo portò ad avere solo impieghi saltuari fino al 1933.
In questo contesto di incertezza economica, come molti altri tedeschi delusi dalla fragilità della Repubblica di Weimar ed affascinati dall'idea di un uomo forte in grado di risollevare le sorti della Germania, il 1º dicembre 1931 Kramer si iscrisse allo NSDAP di Adolf Hitler (tessera n. 753.597) ed il 20 giugno 1932 entrò a far parte delle SS (tessera n. 32.217), servendo nel reparto locale delle SS dove conobbe Hans Loritz, suo superiore nell'unità e successivamente comandante di diversi campi di concentramento.
Nell'ottobre 1933 dopo la conquista del potere da parte dei nazionalsocialisti, Kramer, privilegiato nell'assunzione in qualità di membro del partito, trovò lavoro come impiegato ad Augusta presso l'ufficio di riscossione tributi. Nel gennaio 1934 si trasferì all'ufficio di Stato civile della città in qualità di impiegato ed addetto alla preparazione delle liste di vaccinazione per il locale medico ed alla compilazione di elenchi di nascita e morte.

### Servizio nei lager
Nell'autunno 1934 Loritz convinse Kramer ad iniziare a lavorare a Dachau, uno dei primi campi di concentramento nazionalsocialisti comandato da Theodor Eicke e destinato a diventare il modello per i futuri lager. Dopo un breve periodo a Dachau, Kramer venne trasferito presso il campo di Esterwegen, dove lavorò presso il comando dal novembre 1934 fino a quando, nell'estate 1936, il campo di Esterwegen venne chiuso ed egli fu ritrasferito a Dachau dove Loritz, nel frattempo divenuto comandante del lager, lo impiegò presso la segreteria del comando.
Nel giugno 1937 Kramer venne nuovamente trasferito presso il campo di Sachsenhausen dove ricoprì i ruoli di aiutante amministrativo e addetto al servizio postale del campo fino all'agosto 1938. Nel frattempo, nell'ottobre 1937, Kramer si era sposato; dal matrimonio, negli anni, nacquero tre figli.
Nella seconda metà del 1938 Kramer venne destinato al nuovo campo di Mauthausen, creato in Austria per incarcerare i nemici dello stato dopo l'annessione, avvenuta a marzo, da parte della Germania. Dopo essere stato promosso SS-Obersturmführer nel gennaio 1939, Kramer divenne aiutante del comandante di Mauthausen Franz Ziereis e, per la prima volta, passò da ruoli subordinati all'interno della burocrazia dei lager al diretto contatto e controllo dei prigionieri che vi erano detenuti.
Il termine Schutzhaftlagerführer (Comandante del corpo di custodia protettiva) identificava l'ufficiale, nominalmente subordinato al comandante, ma che di fatto aveva pieno controllo sulle condizioni di vita dei prigionieri all'interno del campo e che era al vertice di una struttura gerarchica di graduati delle SS e di deportati anziani (kapò).
Tra il maggio ed il novembre 1940 Kramer venne trasferito in Polonia e nominato vicecomandante ad Auschwitz, sotto il comando di Rudolf Höß, partecipando così alle primissime fasi di costruzione del campo. Dopo aver partecipato a Dachau ad un corso di addestramento finalizzato a formare gli ufficiali comandanti dei lager, nell'aprile 1941, Kramer prese servizio a Natzweiler-Struthof, in Alsazia, in qualità di Schutzhaftlagerführer (vedi a lato), ruolo che mantenne fino al maggio 1942. In aggiunta a questo ruolo dal febbraio 1942 egli divenne comandante «designato» di Natzweiler-Struthof e, a partire da ottobre, dopo essere stato promosso SS-Hauptsturmführer (capitano) il 1º giugno, comandante del campo.
In qualità di comandante di Natzweiler-Struthof, Kramer mise a disposizione numerosi prigionieri per gli esperimenti scientifici del dottor August Hirt, dell'Università di Strasburgo. L'8 ottobre 1942 alcuni prigionieri, selezionati personalmente da Kramer, vennero utilizzati come cavie per una serie di esperimenti per valutare il decorso clinico delle ustioni chimiche causate dall'iprite. Le ferite dei prigionieri sottoposti al trattamento venivano periodicamente fotografate ed, una volta che gli sventurati erano morti, Hirt provvedeva alla dissezione per verificare le eventuali lesioni interne.
Oltre che sull'iprite Hirt effettuava, per conto dell'Università di Strasburgo, studi sulla conformazione dei crani di commissari bolscevichi giudei. Tali studi affascinavano Heinrich Himmler che diede ordine di supportare le ricerche del professor Hirt inviando da Auschwitz a Natzweiler numerosi prigionieri e prigioniere ebrei accuratamente selezionati al fine di creare una collezione scientifica di scheletri. La partecipazione di Kramer consisteva nell'eliminazione dei prigionieri mediante acido cianidrico: i cadaveri venivano poi presi in carico da Hirt che, a Strasburgo, provvedeva alla loro conservazione in vasche piene di alcool oppure alla loro scarnificazione.
Nel maggio 1944 Kramer divenne comandante del campo di Auschwitz II - Birkenau, centro di sterminio del complesso di Auschwitz. Durante il suo periodo di comando a Birkenau ebbe luogo l'eliminazione di circa 400.000 ebrei ungheresi ma egli, processato nel dopoguerra, negò ogni coinvolgimento affermando che pur sapendo di quello che succedeva nel campo, aveva ricevuto precisi ordini da Höß
All'inizio di dicembre Kramer venne trasferito ulteriormente, in qualità di comandante, presso il campo di Bergen-Belsen. Poco dopo il suo arrivo prigionieri provenienti dai numerosi campi situati nell'Europa orientale minacciati dall'avanzata delle forze sovietiche iniziarono a giungere a Bergen-Belsen che rapidamente passò da 15.000 a 60.000 internati. Il sovraffollamento, l'alimentazione insufficiente e le inesistenti condizioni igieniche scatenarono epidemie di tifo e dissenteria nel campo. Kramer non fece nulla per arginare le caotiche condizioni e come risultato dal dicembre 1944 all'aprile 1945 circa 40.000 prigionieri perirono, tra i quali anche Anna Frank autrice del famoso Diario.
Quando il campo fu liberato dalle forze britanniche il 15 aprile 1945, ai loro occhi si presentò lo spettacolo tremendo di centinaia di corpi insepolti abbandonati tutt'intorno e nelle sei settimane successive alla liberazione altri 13.000 morirono. Kramer e il suo staff furono obbligati dagli inglesi a rimanere nel campo e seppellire le centinaia di corpi in grandi fosse comuni; alcuni di loro contrassero il tifo e morirono.
Dopo essere stato processato nel Processo di Belsen per il suo ruolo ad Auschwitz e Bergen-Belsen Kramer venne impiccato il 13 dicembre 1945.